# Schermo resistivo
Uno schermo tattile resistivo è una tipologia di schermo tattile, costituito da due pellicole trasparenti conduttive caratterizzate da una certa resistenza elettrica, sovrapposte ma separate tra loro. Quando il pennino o il dito dell'utente tocca lo schermo, le due pellicole vengono a contatto, e si crea un particolare circuito elettronico detto partitore di tensione. Ciò fa sì che ai capi del circuito creatosi si produca una tensione diversa a seconda del punto in cui il dito ha toccato lo schermo: misurando questa tensione, il dispositivo elettronico su cui lo schermo è montato è in grado di determinare la posizione del dito.
Lo schermo resistivo è stato soppiantato dallo schermo capacitivo, il quale è più sensibile al tocco e molto più resistente all'usura.

## Descrizione
La misurazione avviene in due passi successivi, ripetuti molte volte al secondo in modo del tutto trasparente all'utente: ad ogni passo vengono interessati due dei quattro pin di cui è dotato lo schermo, su uno dei quali viene applicata una tensione, mentre l'altro viene collegato a massa. Un pin della restante coppia viene utilizzato per misurare la tensione che si viene a creare tra esso e massa al momento del contatto del dito, mentre il quarto pin non viene utilizzato.

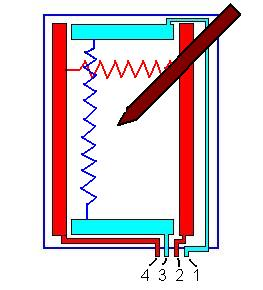
Schema schermo resistivo

Facendo riferimento alla figura a fianco, per determinare l'ascissa del pennino si alimenterà con 5V il pin 4 e si metterà a massa il pin 2, effettuando la misurazione sul 3 e lasciando «flottante» il n.1.
per determinare l'ordinata del pennino si alimenterà a 5V il pin 1, si metterà a massa il pin 3, si misurerà la tensione sul 4 e si lascerà flottante il n.2
Il meccanismo che permette di determinare la posizione X,Y del pennino è la creazione di un partitore di tensione secondo quanto indicato nella figura sottostante:

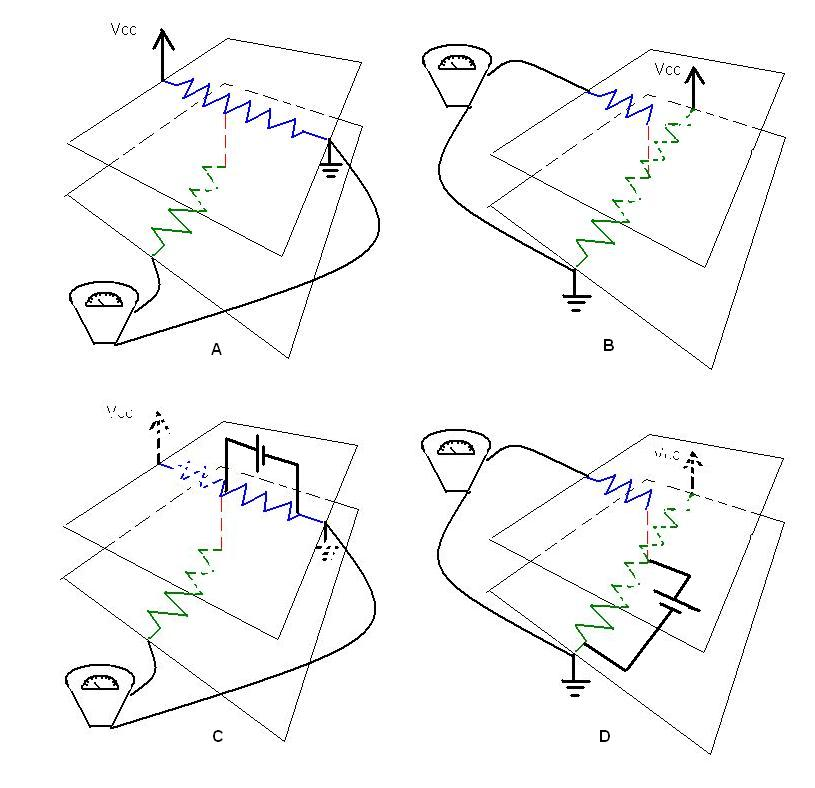
Partitore di tensione

Le figure in alto mostrano i due circuiti diversi che si vengono a creare nella misurazione, rispettivamente, dell'ascissa e dell'ordinata. Le figure in basso mostrano i rispettivi circuiti equivalenti.
Nella figura A, nel punto in cui il pennino tocca lo schermo risulta un collegamento elettrico tra la resistenza blu superiore e quella marrone inferiore. Sulla resistenza blu si creerà un partitore di tensione,  per cui la parte destra della resistenza blu si comporterà, per il sensore esterno, come un generatore di tensione; la resistenza rossa della pellicola resistiva inferiore, essendo in serie al circuito di misura, non influirà sulla misurazione di tensione, per cui la tensione misurata sarà indipendente dalla posizione del pennino lungo la resistenza inferiore, ma rispecchierà solo la posizione sulla resistenza superiore, che determina l'ascissa.

Principio di funzionamento di uno schermo resistivo